# ウィリアム・ラッセル・グレース
ウィリアム・ラッセル・グレース (William Russell Grace、1832年5月10日 - 1904年3月21日)はカトリック教徒初のニューヨーク市長、W. R. Grace and Company創設者。

## 略歴
アイルランド島のアサイ郊外のリーシュ県Ballylinanでジェームズとエレノア・メイ・ラッセル (エレン)の息子として生まれ、コーヴ近郊のリバータウンのGrace property at Ballylinで育った。生家グレース家は地元の名門であった。ニューヨーク州ニューヨークで死去した。
メリーランド州トーマストンの著名な船舶製造者ジョージ・W・ギルクリストの娘Lilliusギルクリストと1859年9月11日に結婚した。11人の子供がいた。
- アリス・ガートルード - 南米で1860年6月11日生。
- フローレンス・F - 南米で1861年9月20日生。1861年9月27日死亡。
- リリウス・Clemintina - 南米で1864年10月24日生。アイルランドで1866年6月26日死亡。
- アグネス・イサドラ - ニューヨーク州ブルックリンで1867年4月4日生。ニューヨーク市で1884年3月8日死亡。
- メアリー・オーガスタ -  ブルックリンで1868年9月2日生。同地で1870年2月16日死亡。
- リリウス・アニー - ブルックリンで1870年9月1日生同地で1871年8月30日死亡。
- ジョセフ・P - グレートネックで1872年6月29日生。
- リリアス・ジュアニー - ニューヨーク市で1874年3月30日生。ジョージ・エドワード・ケントと1898年7月12日結婚。
- ルイーザ・ナタリー - ニューヨーク市で1875年12月23日生。
- ウィリアム・ラッセル・ジュニア - 1878年4月11日生。
- キャロライン・S - 1879年4月22日 - 1882年4月21日

## 商売
1851年、ウィリアムと父ジェームズは、アイルランドの農業共同体を確立しようとカヤオを訪れた。ジェームズは家に戻ったが、ウィリアムは残り、ジョン・ブライスと船舶雑貨商を始めた。1854年、同社は、Bryce, Grace & Companyに改名し、1865年にGrace Brothers & Co.、その後、 W. R. Grace and Companyとなった。

## 改革政治
反タマニー・ホール派で、1880年に初のアイルランド系カトリックのニューヨーク市長に選出された。 警察の不祥事、贔屓、犯罪を糾弾し、税率を軽減、ルイジアナ州宝くじ公社の解散などの改革を実施した。次の選挙で敗北し、1884年に無所属で再選されたが、次の選挙で再び敗北した。 2期目の時に、フランスから自由の女神像 が贈られた。

## 博愛主義
有名な博愛、人道主義者で、アイルランド飢饉では蒸気船Constellationにより、アイルランドに四半期に及ぶ援助を行った。1897年、彼と弟マイケル・P.グレースは女性、特に移民の教育のためのグレース研究所を設立した。

## 甥
弟ジョン・ウィリアムの子供が1910年12月に飛行機でのイギリス海峡の横断中に行方不明となったセシル・グレースである。

## 伝記
- Marquis James, Merchant Adventurer: The Story of W. R. Grace, Wilmington, Delaware: Scholarly Resources (1993)   ISBN 0-8420-2444-1